# Campionato Riserve (hockey su pista)
Il Campionato Riserve è stato l'ultima divisione su una scala di quattro del campionato svizzero maschile di hockey su pista.

## Storia
Fondato nel 2000 il Campionato Riserve è stato sciolto nel 2005 per fondersi con la Prima Lega (terza divisione) per dar vita alla Lega Nazionale C.

### Denominazioni
- 2000-2005: Campionato Riserve

## Albo d'oro
- 2005 SC Thunerstern
- 2004 Genève RHC
- 2003 Genève RHC
- 2002 Genève RHC
- 2001 SC Thunerstern